# Stegopoma dimorphum
Stegopoma dimorphum is een hydroïdpoliep uit de familie Tiarannidae. De poliep komt uit het geslacht Stegopoma. Stegopoma dimorphum werd in 1927 voor het eerst wetenschappelijk beschreven door Nutting. 